# Tentorium levantinum
Tentorium levantinum är en svampdjursart som beskrevs av Ilan, Gugel, Galil och Janussen 2003. Tentorium levantinum ingår i släktet Tentorium och familjen Polymastiidae. Inga underarter finns listade i Catalogue of Life.